# Лобанов Олександр Васильович (учасник Афганської війни)
Лобанов Олександр Васильович (24 березня 1969 — 19 грудня 1987) — радянський військовик, учасник афганської війни. Посмертно нагороджений орденом Червоної зірки.

## Біографія

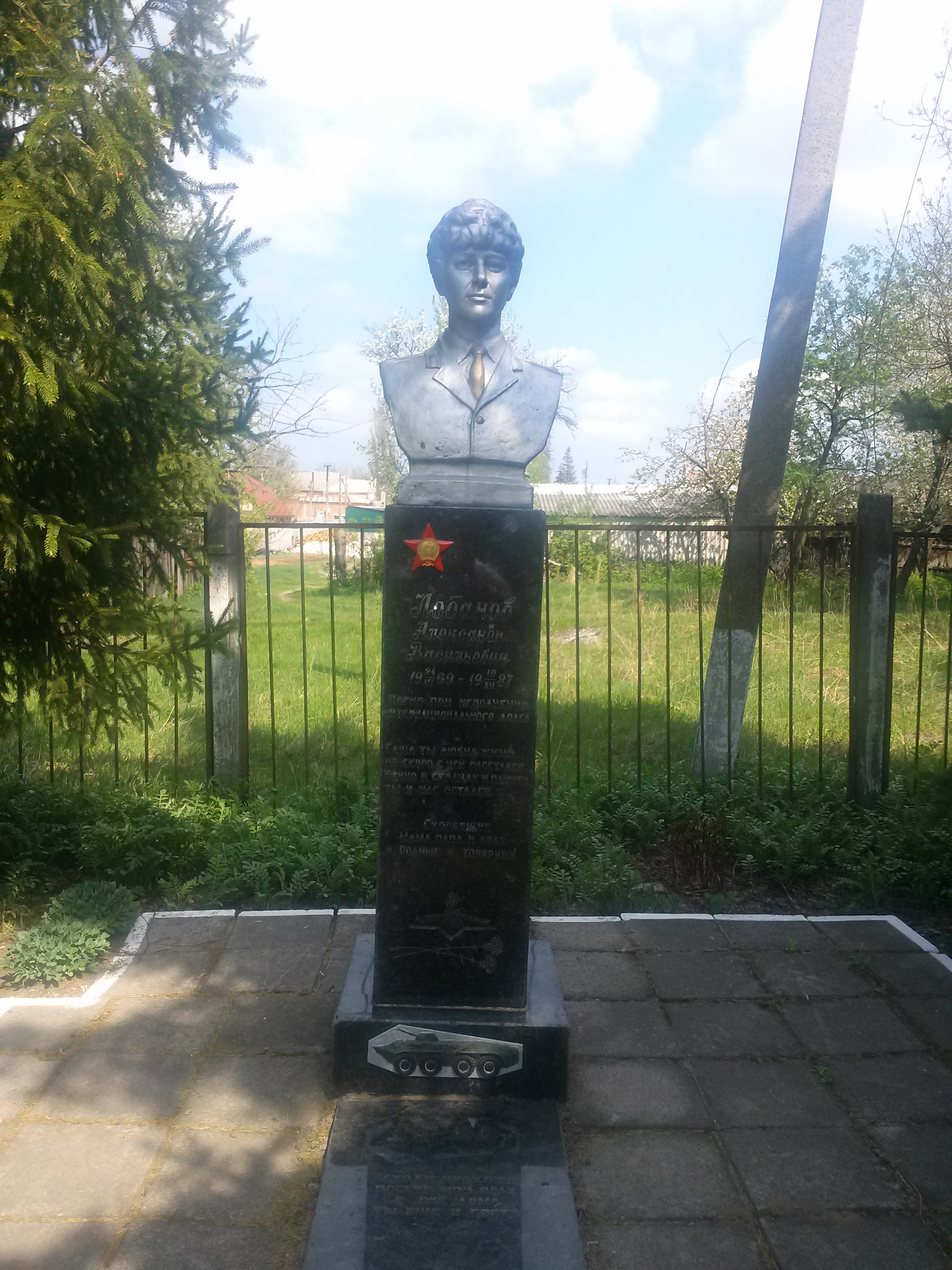
Погруддя Лобанову у Старому Салтові

Олександр Лобанов народився 24 березня 1969 року в селі Старий Салтів Вовчанського району Харківської області в українській робітничій родині.
Старосалтівську середню школу закінчив у 1986 році. Пізніше навчався у СПТУ-5. Працював слюсарем на Харківському авіаційному заводі. 13 травня 1987 року був призваний до лав Радянської армії Дзержинським РВК Харкова. У грудні 1987 року прибув до Афганістану. Служив у 682-му мотострілецькому полку 108-ї мотострілецької дивізії, на сторожовій заставі поблизу кишлака Гульбахор у Панджшерській ущелині в провінції Парван. Обіймав штатну посаду навідника станкового автоматичного гранатомета АГС-17 «Полум'я». 19 грудня 1987 року застава була обстріляна ворогом. Олександр Лобанов швидко почав стріляти у відповідь. Під час зміни вогневої позиції отримав важке осколкове поранення у голову, від якого і помер. Був похований у Старому Салтові.

## Нагороди
- Орден Червоної Зірки (посмертно)

## Пам'ять
- Його ім'я викарбуване на одній з плит Меморіального комплексу пам'яті воїнів України, полеглих в Афганістані у Києві[4].
- Його ім'я викарбуване на одній з плит Меморіалу пам'яті воїнів-інтернаціоналістів у Харкові[5].